# 金州女武神
金州女武神（英語：Golden State Valkyries），官方中文名為金州瓦尔基里，是一支位于美国加利福尼亚州旧金山湾区的WNBA职业女子篮球队，将于2025赛季开赛。球队总部设于奥克兰，和NBA球队金州勇士共用旧金山的大通银行中心作为主场。

## 历史
北加州曾有一支职业女篮球队萨克拉门托君主，为WNBA的创始队之一。2009年该队解散，在其解散前曾试图寻找旧金山湾区业主接手，但未能成行。2023年，NBA金州勇士老板喬·拉科布和WNBA宣布将在湾区新建球队。新队将是WNBA自2008年以来的首支扩张球队，将在2025赛季开赛。
2024年5月14日，球队正式公布队名和队标，取名金州女武神，队标中融入了女武神（瓦尔基里）和舊金山—奧克蘭海灣大橋的元素。球队与金州勇士共用主场——旧金山大通银行中心，球队的总部和训练设于金州勇士队之前在奥克兰的设施中。